# Mikael Smed
Mikael Smed (født 7. maj 1977 i Faxe) er en dansk lokalpolitiker for Socialdemokratiet. Han blev borgmester i Vordingborg Kommune efter kommunevalget i 2017, hvor han modtog 4.071 personlige stemmer.
Ved Kommunal- og regionsrådsvalg 2021 modtog Smed 3.420 personlige stemmer.
Smed er opvokset i Skibinge ved Præstø, og han gik på Vordingborg Gymnasium og blev student i 1996.
Han er uddannet politibetjent 2000-2004.